# Автомобільна промисловість у ПАР

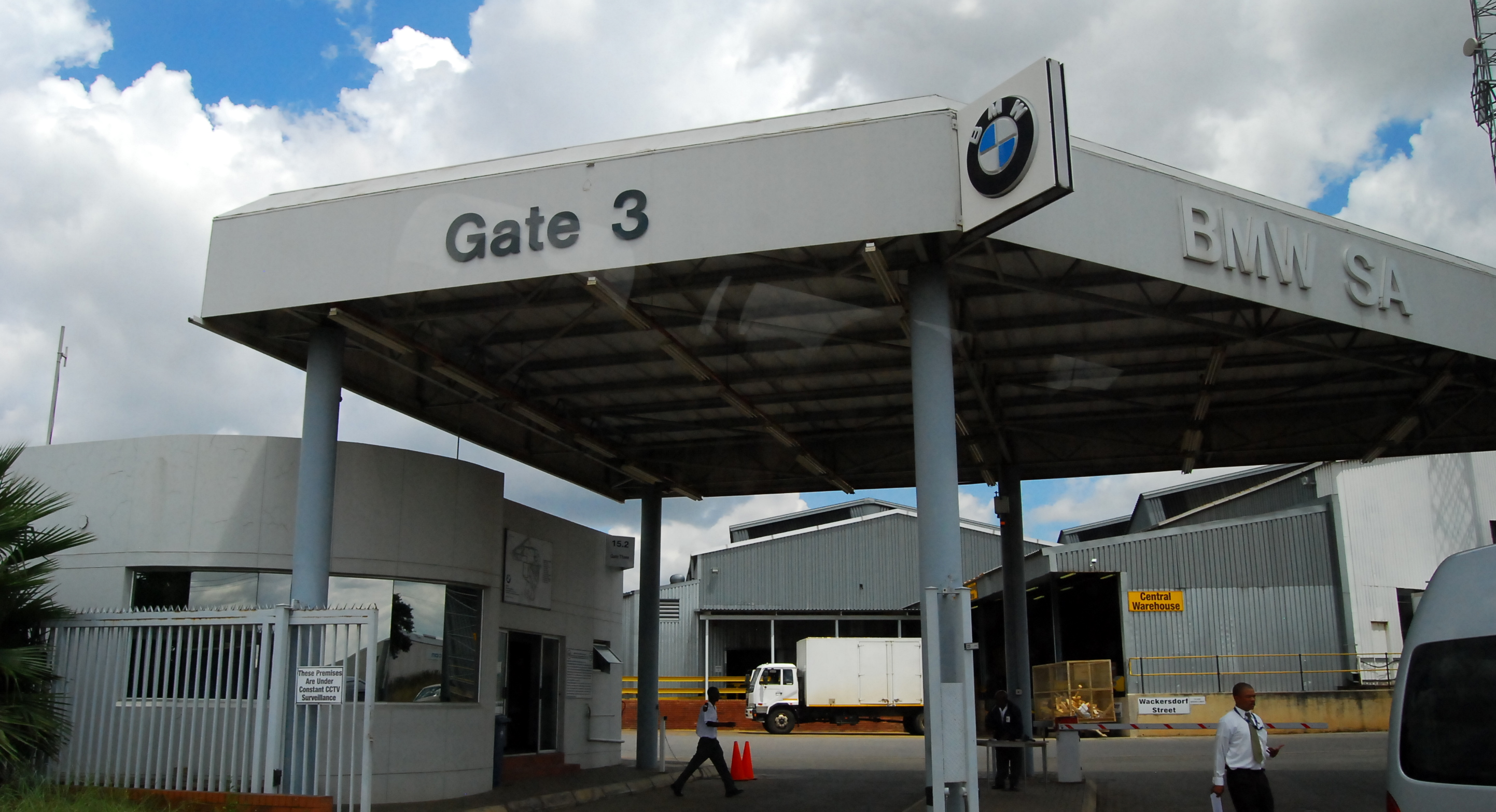
Ворота заводу BMW в Россліні в місті Тшване

Автомобільна промисловість ПАР — галузь економіки ПАР.
Південна Африка традиційно є лідером в автомобільній промисловості Африки і з 2010 року виробляє понад 500,000 автомобілів на рік. У той час як існує внутрішнє виробництво вантажних автомобілів та військової техніки, проте автомобілі, побудовані за ліцензією зарубіжних брендів є основними.
Сучасна автомобільна промисловість Південної Африки була розпочата в 1995 році і з тих пір забезпечила великий обсяг експорту. Це спонукало світових автовиробників створити виробничі потужності на південноафриканських заводах. Південна Африка займається складанням автомобілів і легких вантажівок моделей починаючи з 1920-х років, а основними міжнародними виробниками країни є: BMW, Chrysler, General Motors, Fiat Automobiles, Ford Motor Company, Nissan, Toyota та Volkswagen.
Всі ці виробники зосереджені в провінціях Східно-Капська, Гаутенг і Квазулу-Наталь.

## Історія

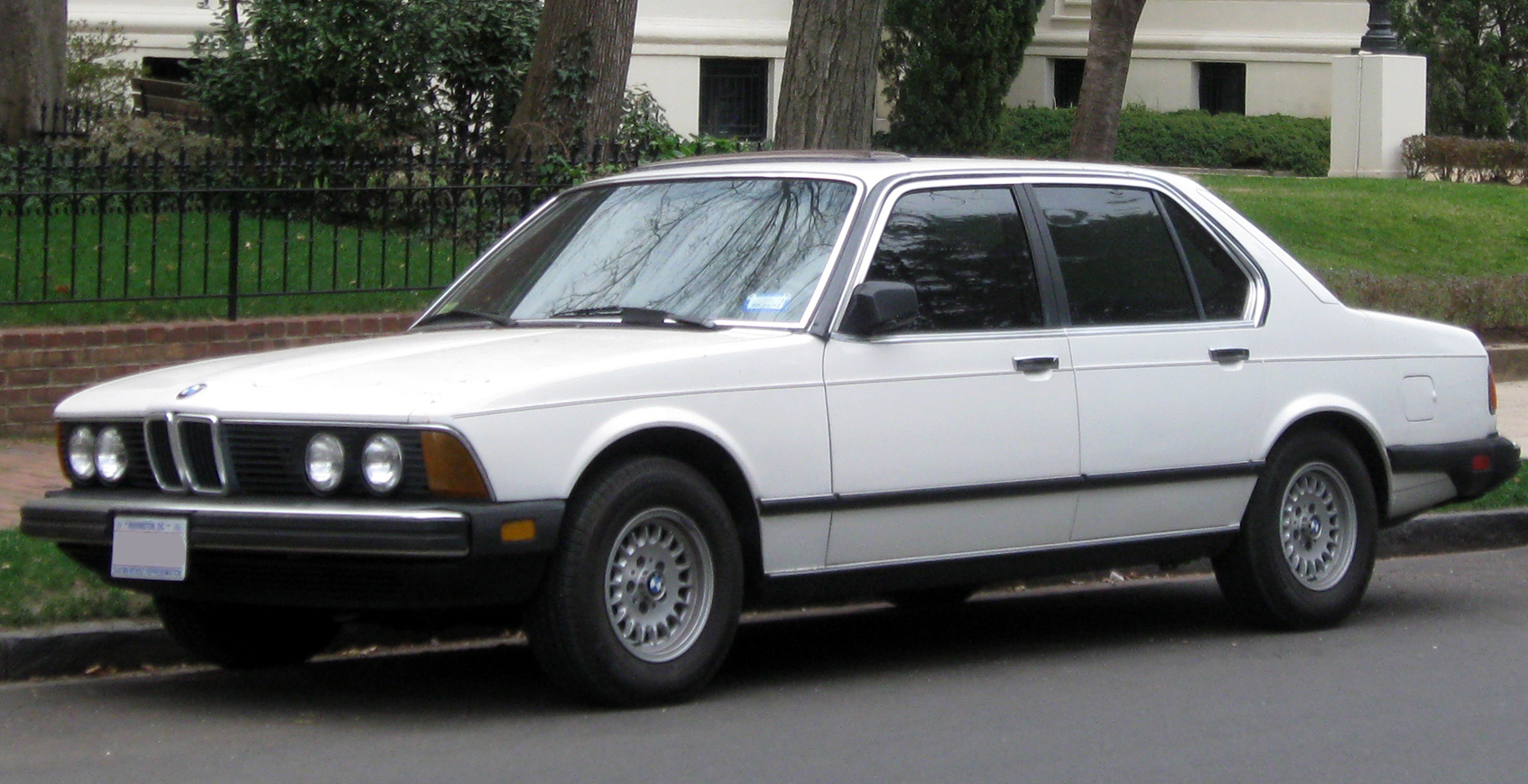
BMW 7 Series (E23) (1983—1987)

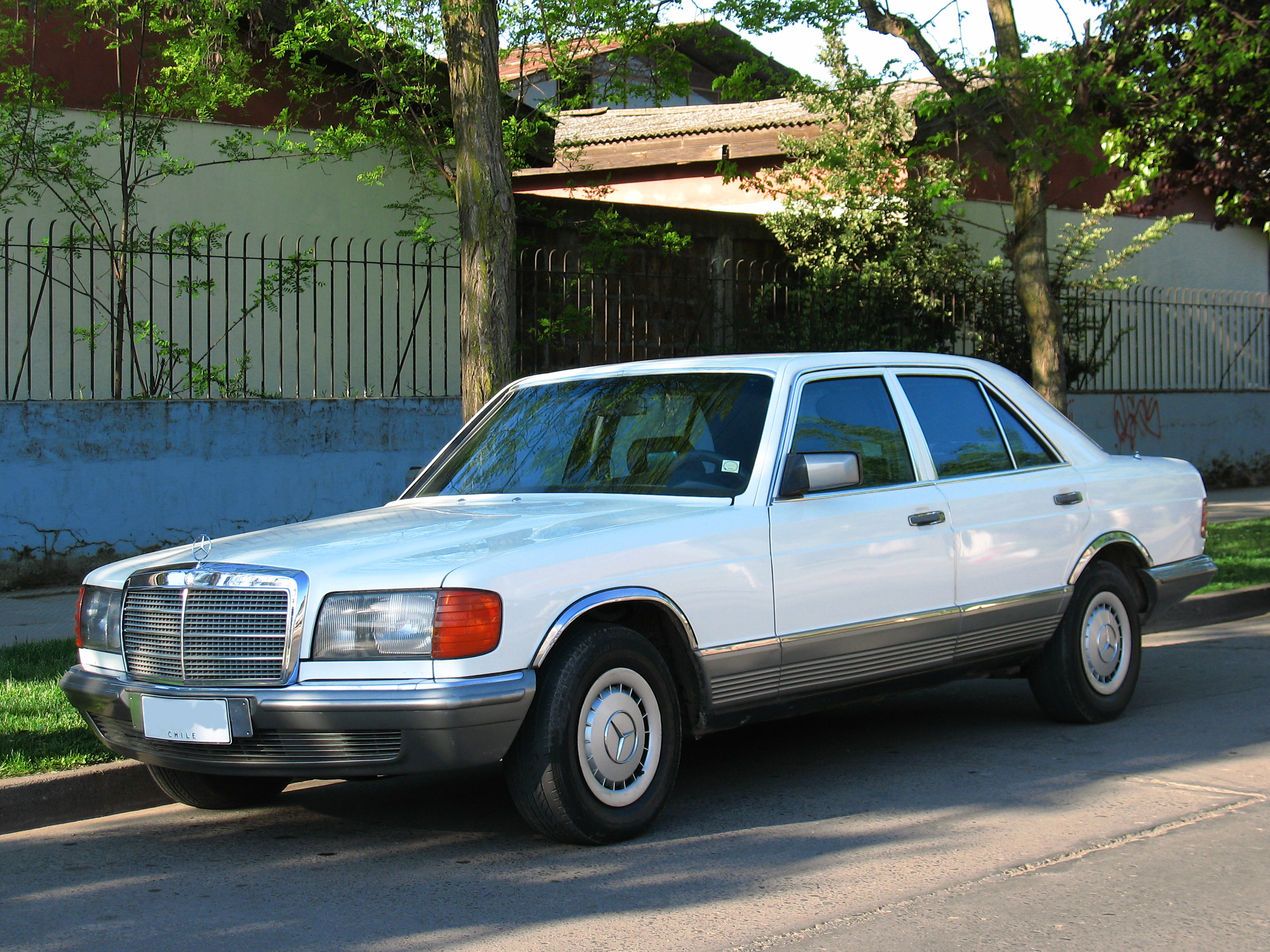
Mercedes-Benz S-Class (W126) (1981—1991)

### Ранні дні
В перші дні Південно-Африканська автомобільна промисловість була зосереджена на британських виробниках і меншою мірою на американських. Volkswagen мав також довгострокову присутність, будучи особливо популярним серед тих африканерів, які не бажали купувати британський автомобіль. До кінця 1970-х років, японські виробники вже утвердилися, а британські виробники були витіснені. Наприкінці 1970-х, виробник Sigma Motors планував злиття з British Leyland, який відомий локально як Leykor. Коли це злиття не вдалося, Leyland довелося продиратися, щоб створити абсолютно нову дилерську мережу всього лише через місяць. Присутність Leyland в Південній Африці вже ніколи не відновилась.
Після паливної кризи, великі американські автомобілі, які були дуже популярні рішуче знизилася в продажах. До кінця 1970-х років, Mazda 323 і Volkswagen Golf були бестселерами, а автомобілі американської розробки не були більше доступні на регулярній основі. Деякий час, попит на великі седани був заповнений шляхом складання деяких більш компактних австралійських автомобілів марок Ford і Holden, але їх виробництво було припинено на користь більш компактних європейських моделей. Після початку санкцій ООН проти апартеїду, економіка стягнулась і в 1976 році показала найгірші показники продажів з 1972 року. Chrysler SA почав злиття з Illings (Mazda), щоб сформувати Sigma Motor Corporation. Chrysler був дуже успішним в кінці 1960-х років, коли модель Valiant була найбільш продаваним легковим автомобілем в 1966—1968 роках, але після цього почалося серйозне зниження. Вивід на ринок Mitsubishi дав відстрочку екзикуції для Chrysler, але важкий економічний клімат другої половини 1970-х років виявився занадто сильним.

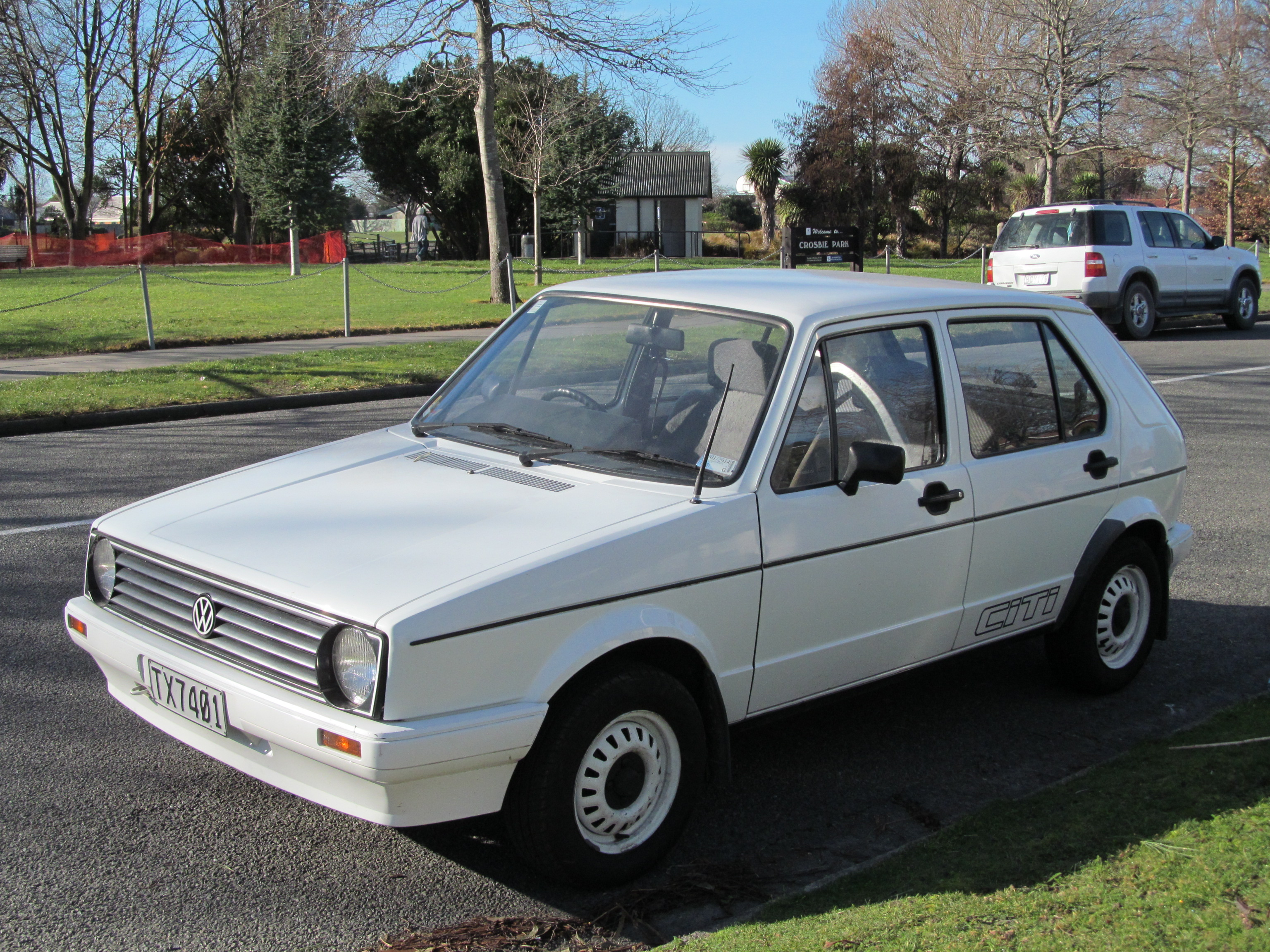
Volkswagen Citi Golf (1984—2009)
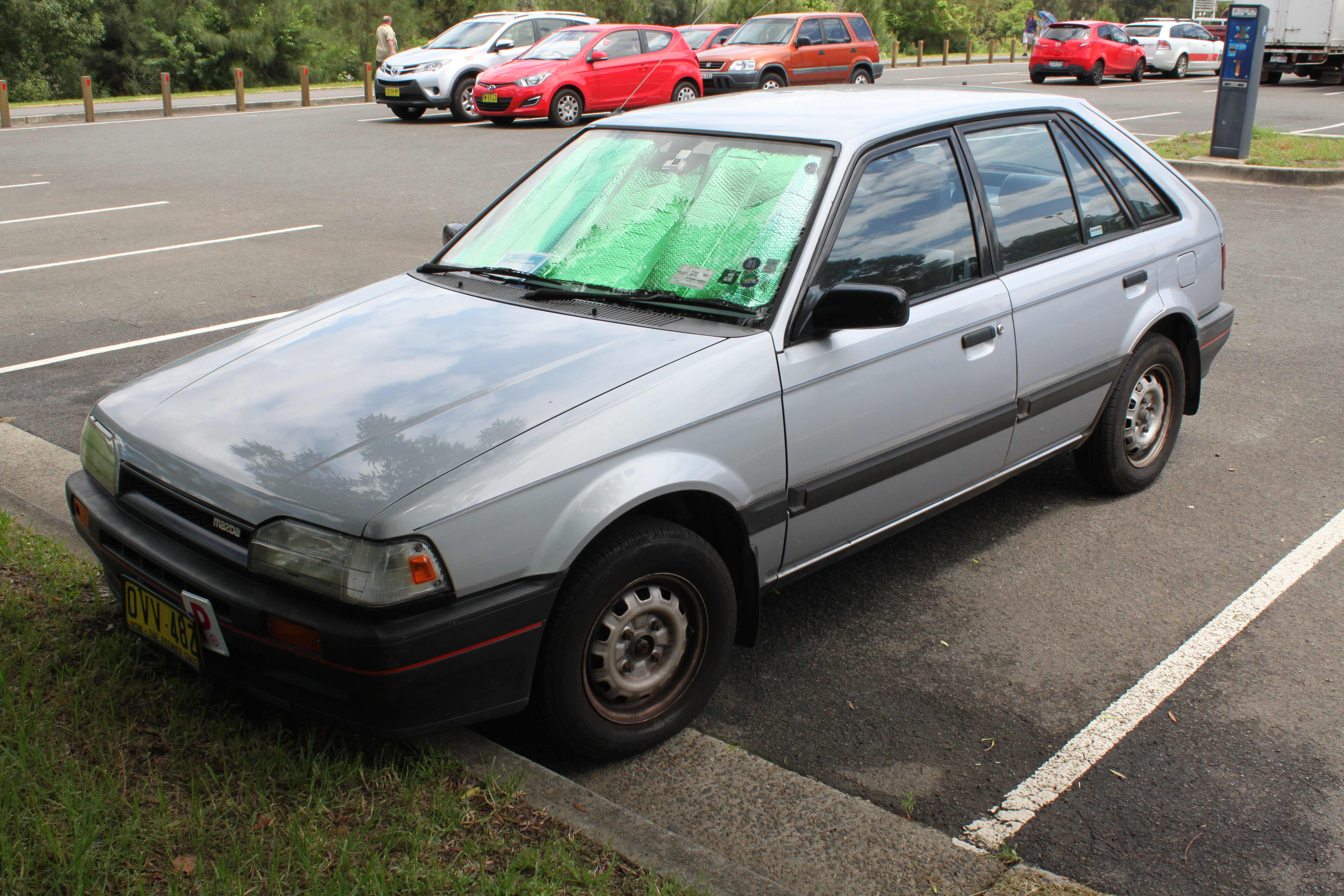
Mazda 323 (1985—2003)
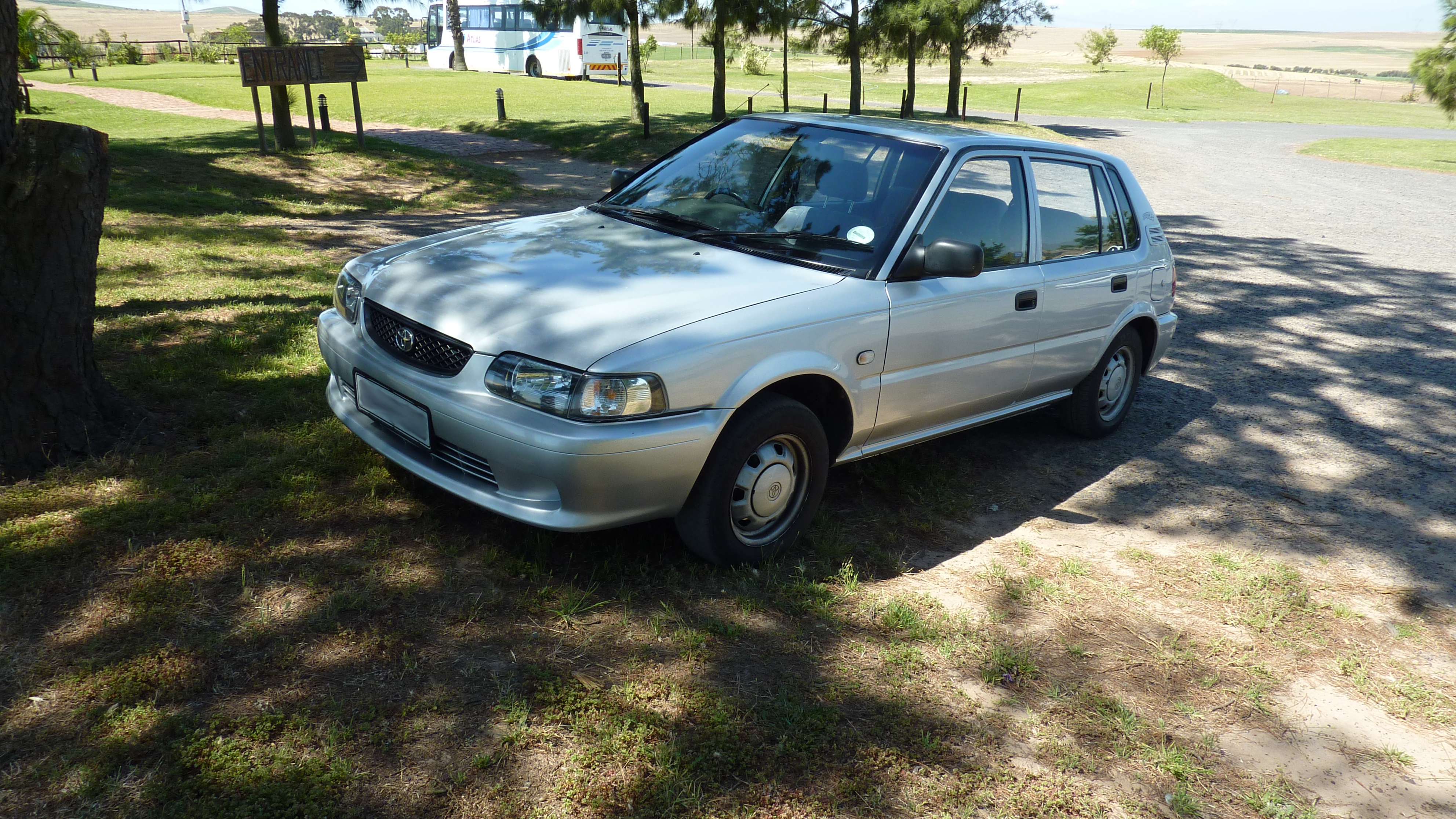
Toyota Tazz (1988—2006)
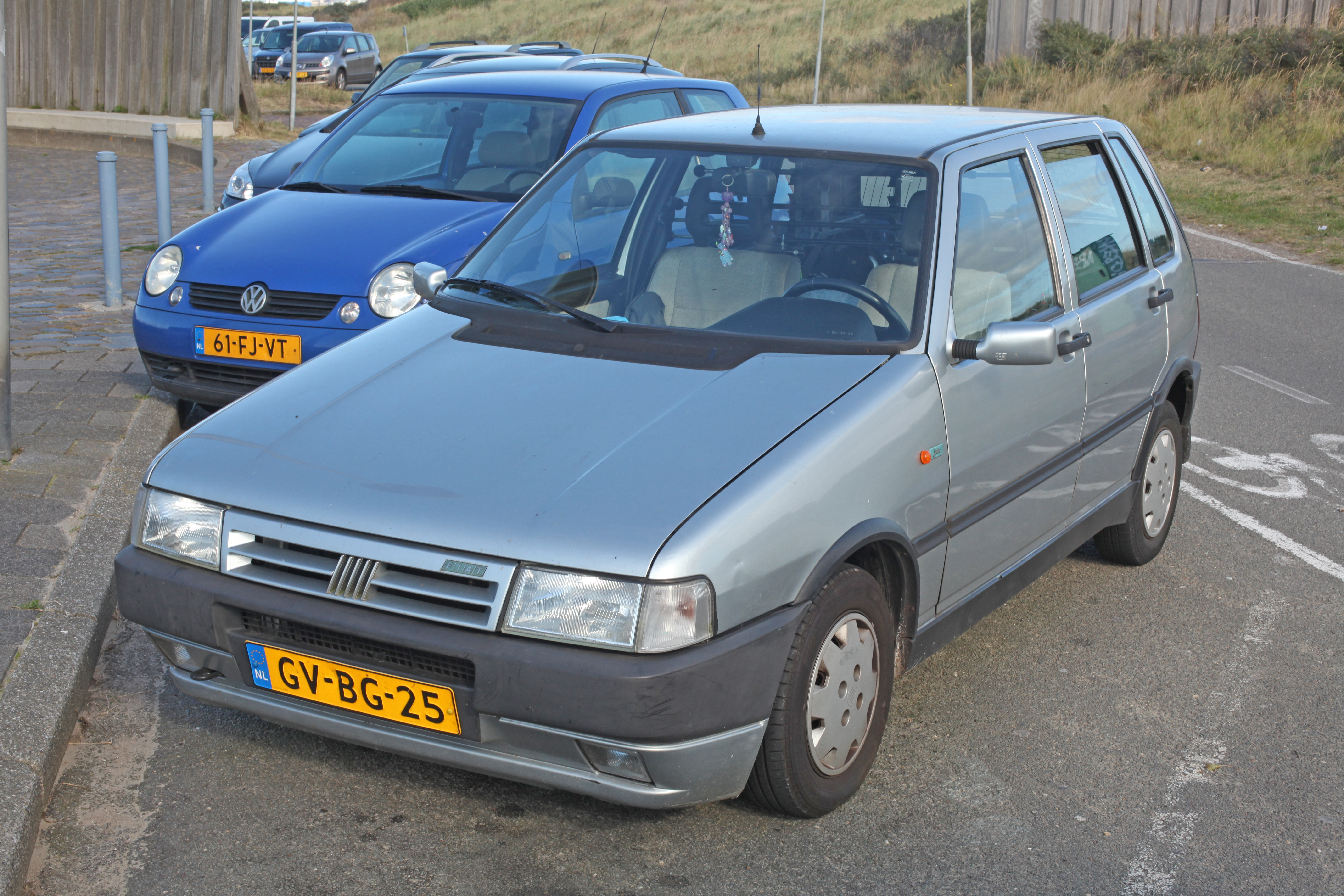
Fiat Uno (1990—2006)

### Зростання

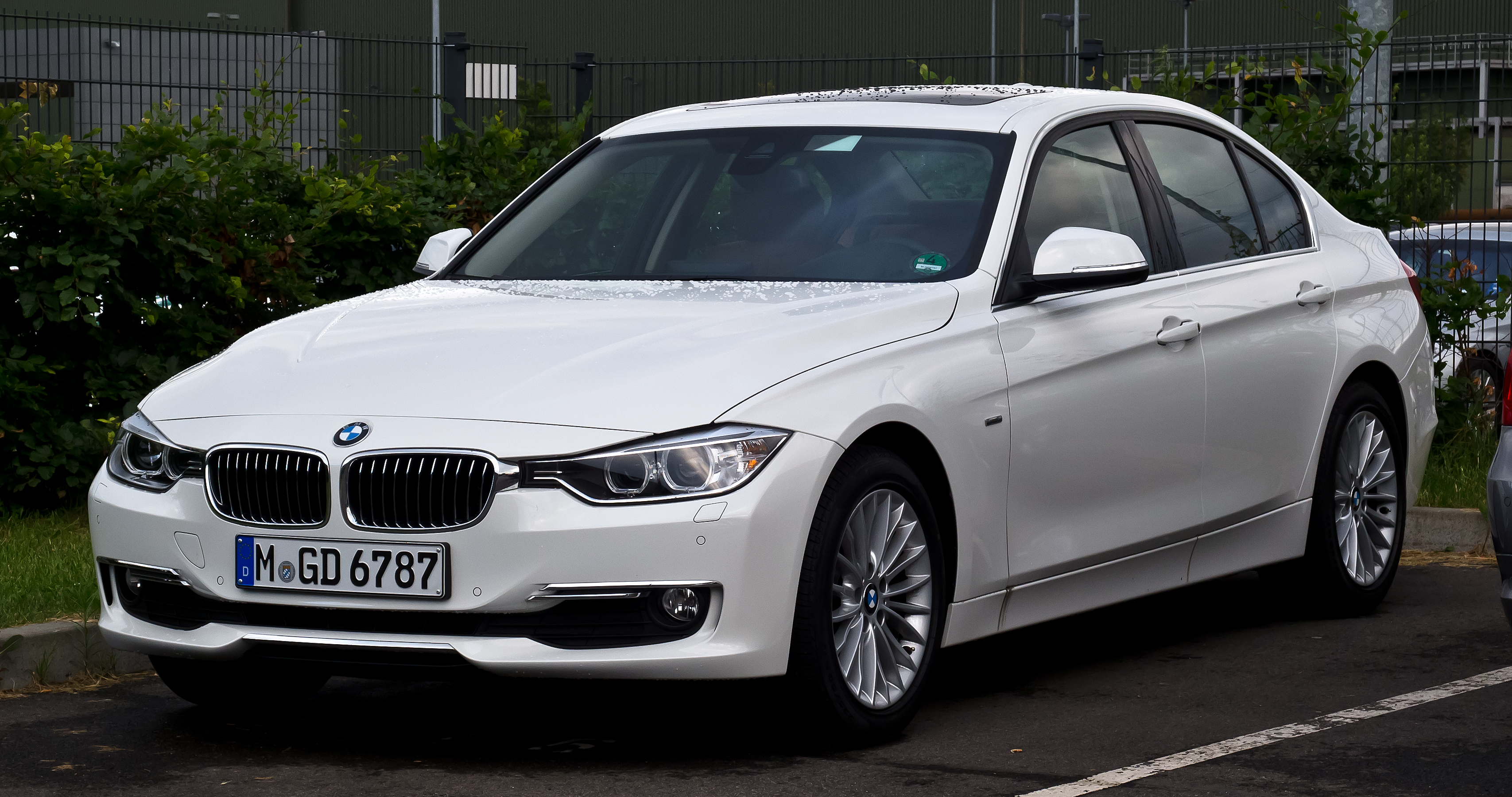
BMW 3 Series (F30) (2011—2018)

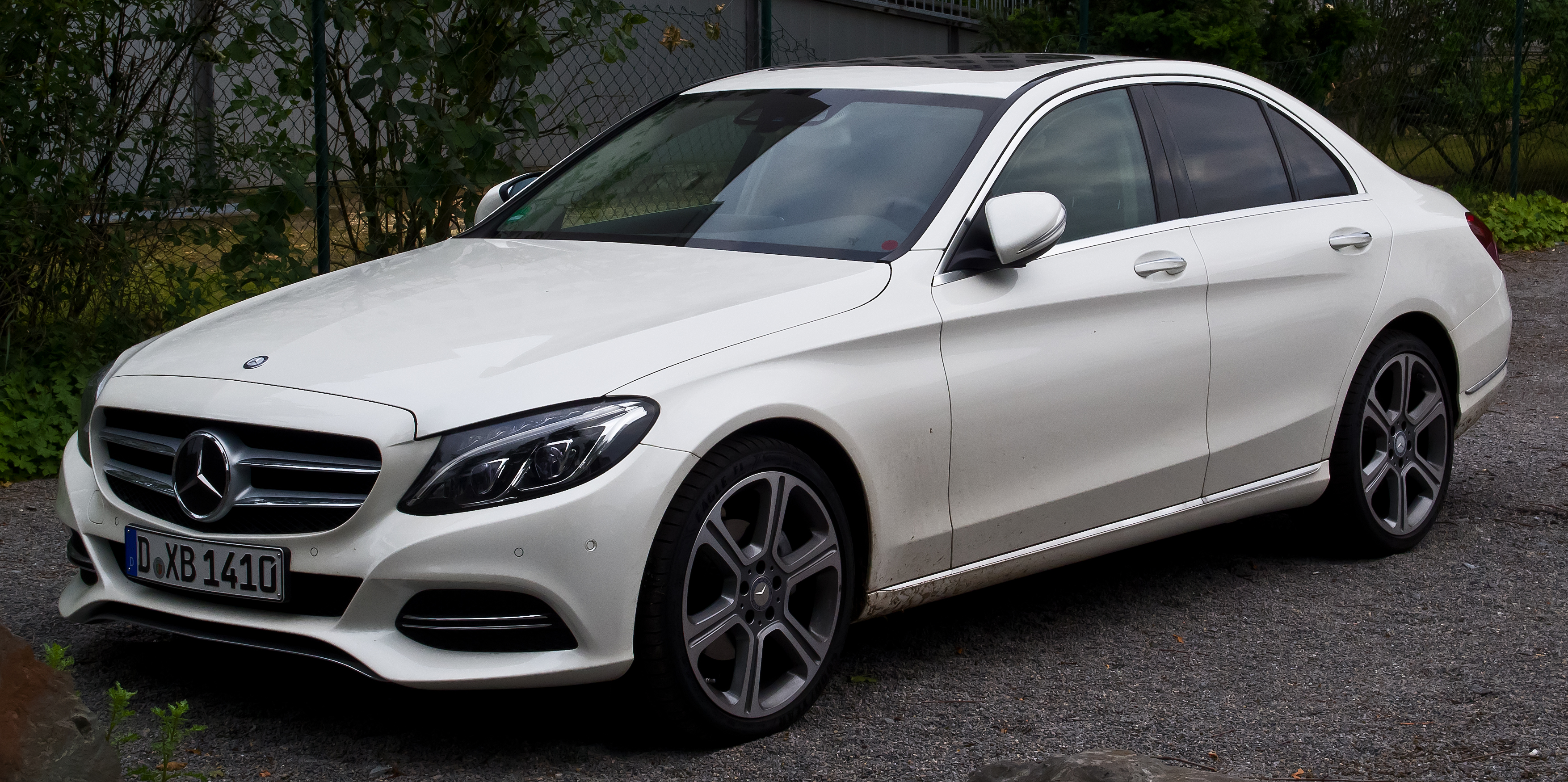
Mercedes-Benz C-Class (W205) (2014—2021)

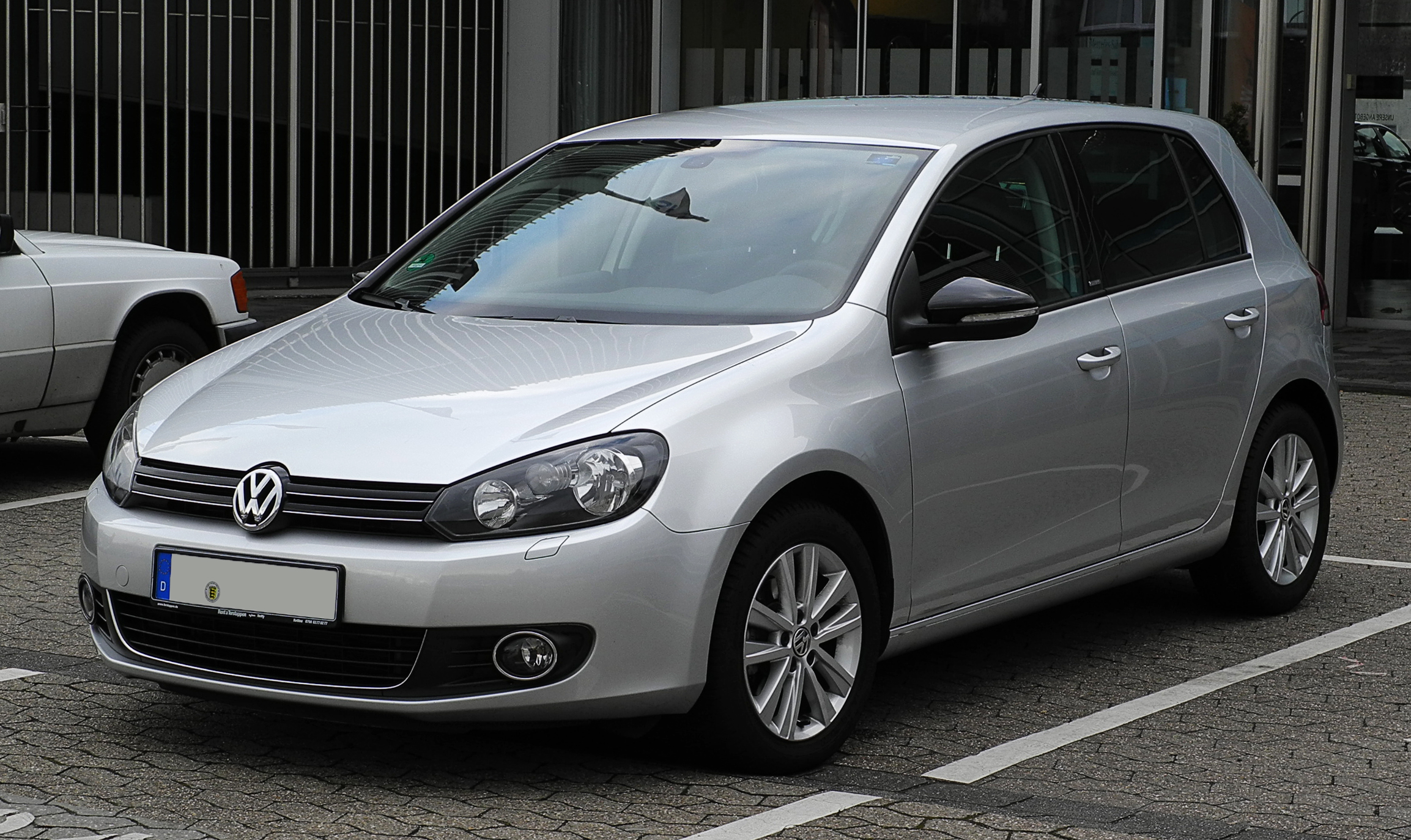
Volkswagen Golf Mk6 (2008—2013)

Після краху режиму апартеїду місцевий ринок виріс за рахунок зростання достатку корінного африканського населення, а в XXI столітті виробництво автомобілів зросло в понад 2 рази, досягши 615,658 автомобілів на рік в 2015 році. За річним виробництвом автомобілів країна займає 22-ге місце в світі і 1-ше в Африці. Автопром дає 7,5 % ВВП і 10 % експорту країни. Національна програма розвитку автомобілебудування APDP від 2013 року, передбачає досягнення річного виробництва 1,2 млн автомобілів до 2020 року. Приблизно третина виробництва експортується, зокрема більше ніж половина в розвинені країни (Японію, Австралію, Європу, США). Також виробляється і експортується багато автомобільних комплектуючих.
Автомобільну промисловість обслуговує 303,000 робітників в Південній Африці. В 2003 році і в 2004 році країна експортувала в повністю складеному вигляді автотранспортні засоби в 53 країни, включно з багатьма розвиненими країнами, такими як Японія, США, Велика Британія, Австралія та Німеччина. Багато виробників, які базуються в Південній Африці зараз роблять її основною виробничою базою. У 2004 році ПАР була відповідальна за виробництво 84 % всіх автомобілів, вироблених в Африці, 7 мільйонів з яких перебувають на дорогах Південної Африки. У 2004 році з Південної Африки було експортовано 110,000 автомобілів, з яких 100,000 були пасажирськими транспортними засобами.
У 2007 році автомобільна промисловість знову зросла, випускаючи понад 500,000 автомобілів в рік. У той час прирівнюючи лише невеликий фактор глобального виробництва автомобілів в 73 мільйонів, це зробило великий внесок на місцевому рівні, що становить 7,5 % від ВВП країни. У 2010 році Національна асоціація автомобільних виробників Південної Африки (National Association of Automobile Manufacturers of South Africa, NAAMSA) повідомила, що продажі нових автомобілів перевищили свої первинні очікування на 7 %, з великим локальним зростанням, яке досягнуло 24 %, забезпечуючи великий імпульс після рецесії 2008—2009 років. Це знайшло своє відображення в 2010 році, коли 271,000 транспортних засобів пішло на експорт, таким чином показуючи зростання у понад два рази порівняно з попередніми роками.
Великих національних автовиробників у ПАР немає. Складання автомобілів в основному здійснюють іноземні компанії зокрема: BMW, Toyota, Ford, Mazda, Volkswagen, Daimler-Chrysler, Nissan, Fiat, Hummer, Puma, а раніше також і General Motors. Країна традиційно має власні технології виробництва автомобілів військового та поліцейського призначення і бронетехніки. У Йоганнесбургу періодично влаштовується найбільший в Африці міжнародний автосалон Johannesburg International Motor Show.

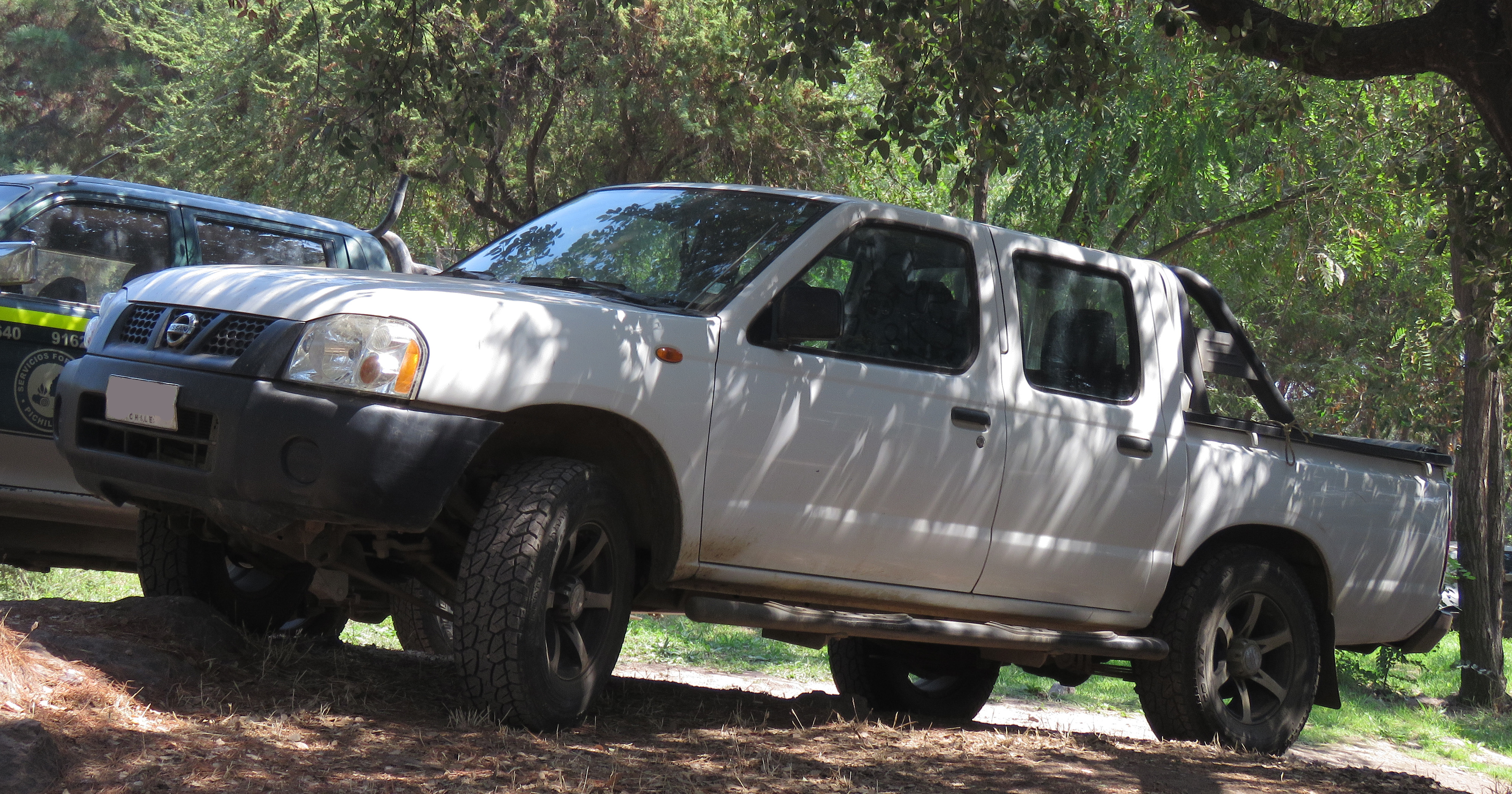
Nissan Navara (1997—...)
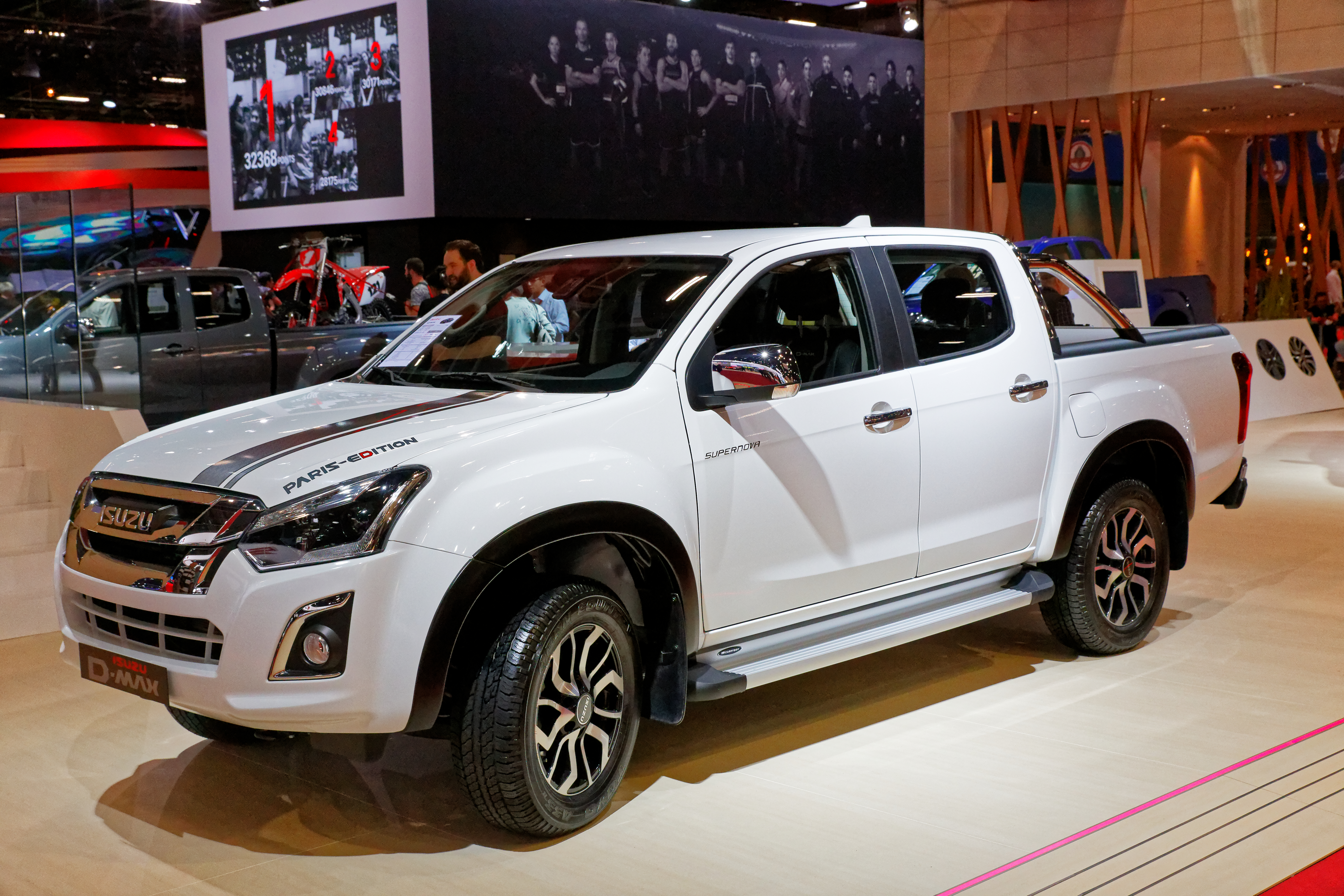
Isuzu D-Max (2012—...)
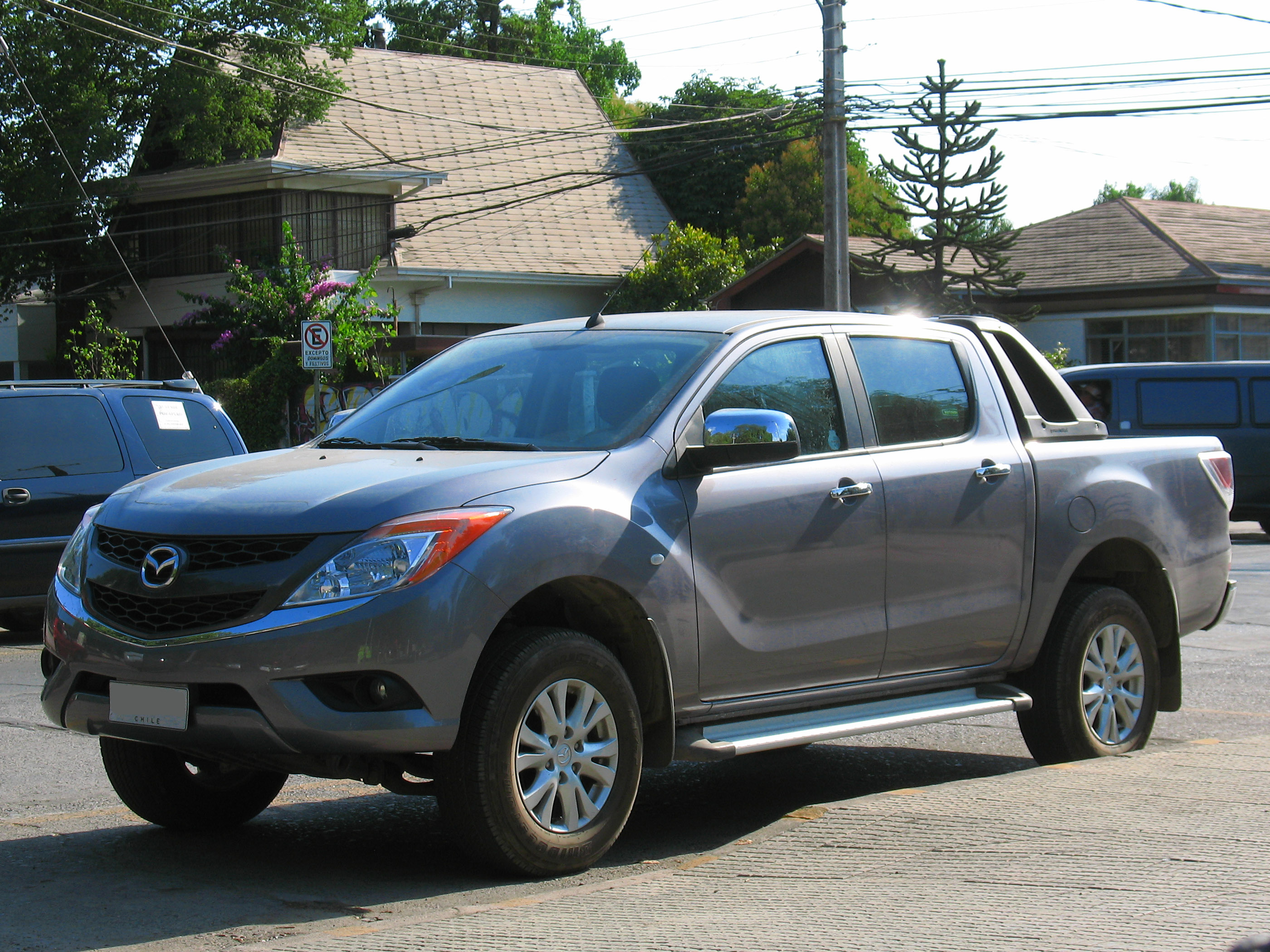
Mazda BT-50 (2011—2020)
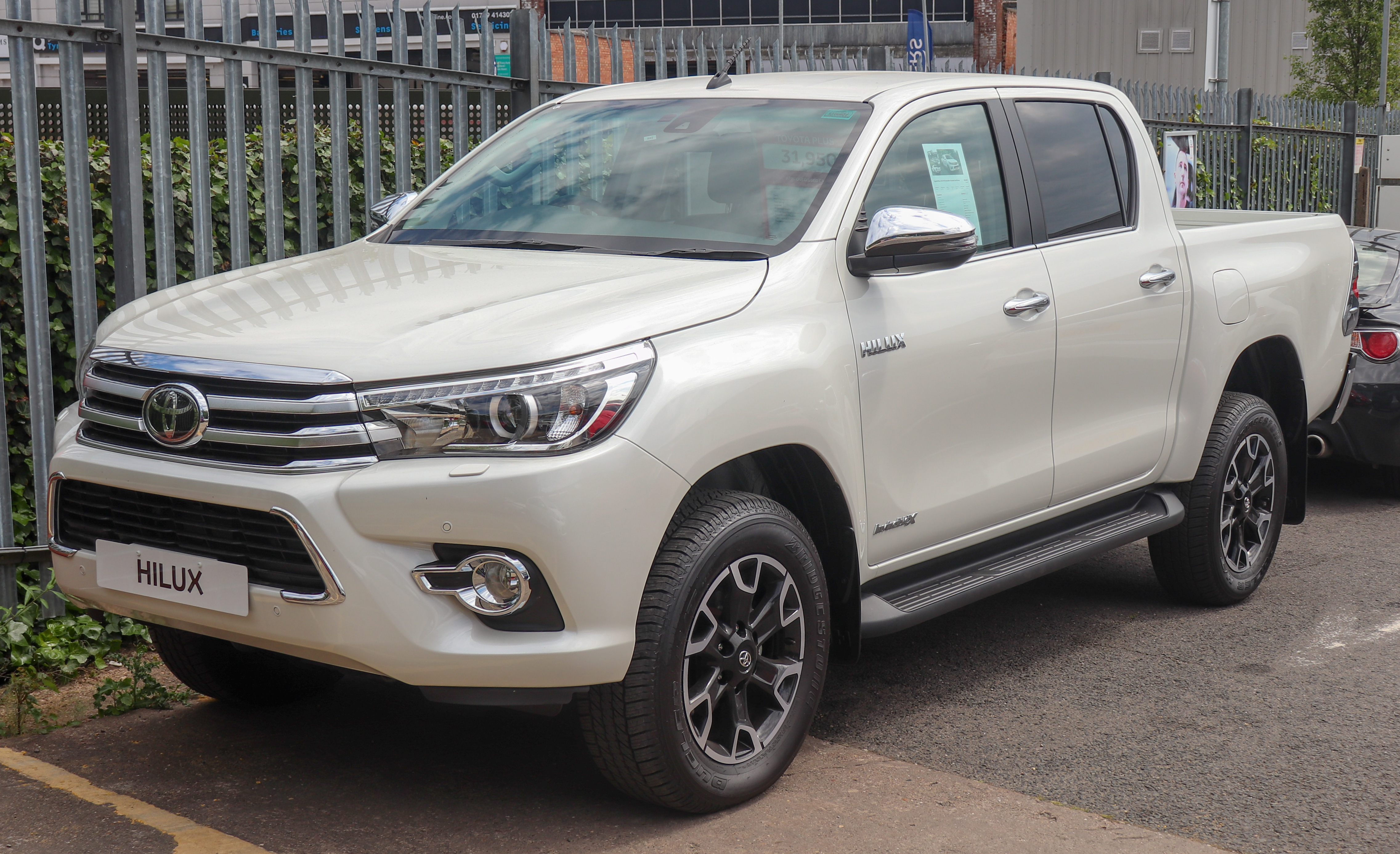
Toyota Hilux (2015—...)

## Діючі виробники

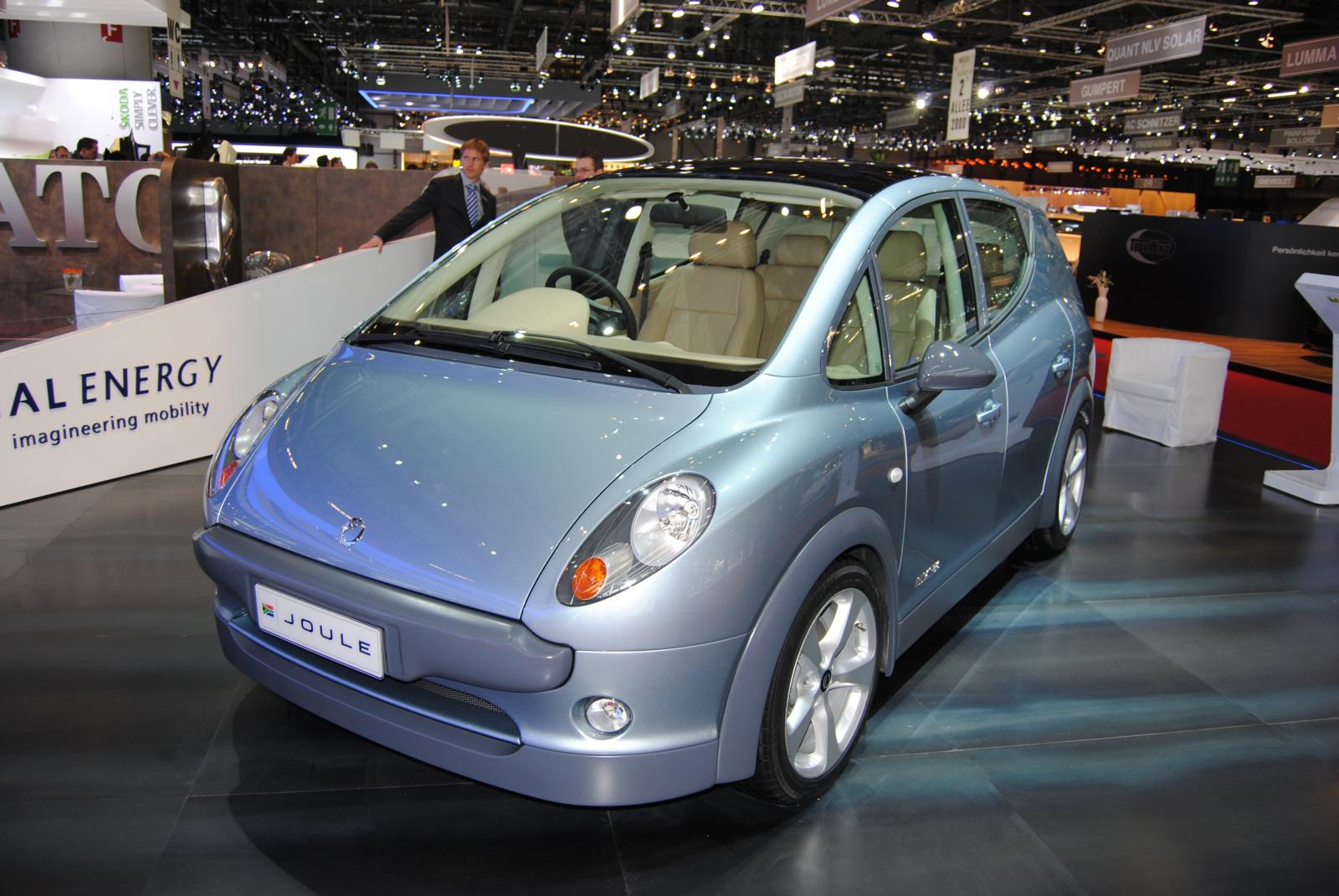
Optimal Energy Joule (2009—2012)

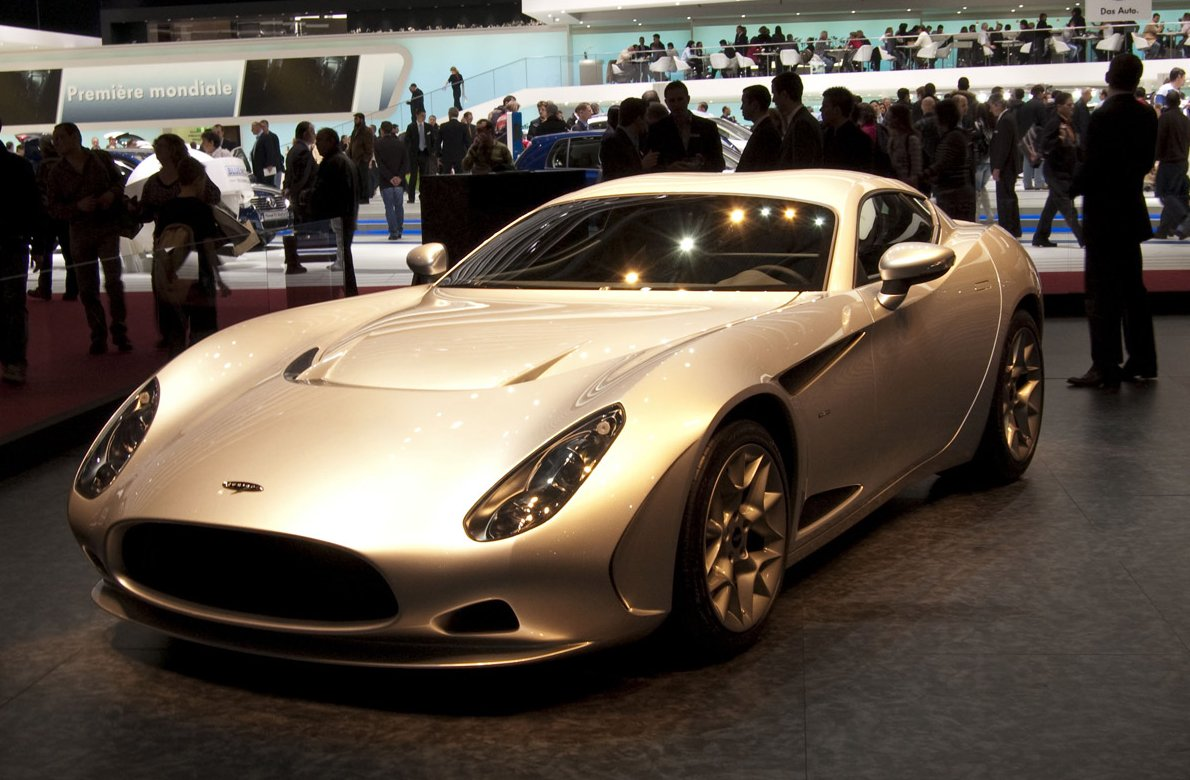
Perana Z-One (2010—2012)

### Південно-Африканські
- Advanced Automotive Design
- Birkin Cars
- Harper Sports Cars
- Marauder
- Optimal Energy
- Perana Performance Group

### Іноземні
- BMW
- Chrysler
- General Motors
- Fiat Automobiles
- Ford Motor Company
- Nissan
- Toyota
- Volkswagen

## Обсяг виробництва за роками
| Рік  | Обсяг виробництва |
| ---- | ----------------- |
| 1970 | 297,573           |
| 1980 | 404,766           |
| 1990 | 334,779           |
| 2000 | 345,297           |
| 2005 | 525,227           |
| 2010 | 472,049           |
| 2011 | 532,545           |
| 2012 | 539,424           |
| 2013 | 545,913           |
| 2014 | 566,083           |
| 2015 | 615,658           |
| 2016 | 599,004           |
| 2017 | 589,951           |
| 2018 | 610,854           |
| 2019 | 631,983           |
| 2020 | 447,218           |
| 2021 | 499,087           |
| 2022 | 555,889           |
| 2023 | 633,337           |